# Ritratto dell'artista da cucciolo
Ritratto dell'artista da cucciolo — ovvero da giovane cane per chi vuole collegarlo al Ritratto dell'artista da giovane di James Joyce — è una raccolta di prose dello scrittore e poeta gallese Dylan Thomas, pubblicata nel 1940 dall'editore J. M. Dent La prima edizione tascabile apparve nel 1948, pubblicata dalla British Publishers Guild.

## Ambientazione
Tutti i racconti sono autobiografici e ambientati dall'autore nella nativa Swansea, Galles meridionale. Scritti su un arco di diversi anni e di sapore generalmente comico, essi gettano sprazzi di luce sulla vita dell'autore dalla prima infanzia all'adolescenza, allorché divenne un precoce cronista del "South Wales Daily Post".
In una lettera al poeta, traduttore e pittore Vernon Watkins, Thomas affermò di aver "mantenuto quel titolo impertinente… al fine di far soldi". Dichiarò inoltre, in maniera per altro piuttosto dubbia, che tale titolo con costituiva una satira del romanzo di Joyce, pur ammettendo di aver subito un influsso complessivo dai racconti di Gente di Dublino.

## Accoglienza
Il libro fu accolto piuttosto freddamente dalla critica e inizialmente non vendette bene. Lo scrittore gallese Paul Frederick Ferris, recensendolo su The Times  Literary Supplement scrisse: «l'atmosfera di battute sporche e scherzose e di poesia da scolaretto è evocata con una precisione che lascia un certo segno, ma niente di più». E successivamente il critico Jacob Korg commentò: «presi nel complesso i racconti sembrano seguire il percorso del bambino dalla sua sfera di immaginazione e piaceri segreti verso un mondo adulto dove egli osserva sofferenza, patos e dignità». A parte "Under Milk Wood" (Sotto il bosco di latte), il testo è probabilmente il più amato dai lettori di Thomas.

## Adattamenti
Il titolo è stato usato per un percorso teatrale tra i testi di Dylan Thomas messo in scena dal Clwyd Theatr Cymru nell'aprile 2014.

## Traduzione italiana
Il testo è stato pubblicato per la prima volta  in italiano con il titolo Ritratto di giovane artista nel 1955 ed è il numero 38 della storica collana I gettoni (Einaudi) diretta da Elio Vittorini. Successivamente con il titolo Ritratto dell'autore  da cucciolo nel 1961 dalla Casa editrice Einaudi nella traduzione di Lucia Rodocanachi nell'ambito di un volume complessivo di "Prose e racconti", unitamente a Sotto il bosco di latte e altri testi curati da altri traduttori, ed è successivamente stato riedito in diverse forme con il titolo Ritratto dell'artista da cucciolo.

## Titoli dei testi nell'edizione italiana
- Le pesche
- Una visita al nonno
- Patricia, Edith e Arnold
- La lotta
- Lo straordinario Tossetta
- Come i cani
- Sulle rive del Tawe
- Chi vorresti che fosse qui con noi
- La vecchia Garbo
- Un sabato d'estate